# Eschbach (Bas-Rhin)
Eschbach település Franciaországban, Bas-Rhin megyében. Lakosainak száma 958 fő (2022. január 1.). Eschbach Haguenau, Hegeney, Laubach és Walbourg községekkel határos.

## Népesség
A település népességének változása:
| Lakosok száma | 930  | 929  | 939  | 931  | 943  | 944  | 963  | 960  | 958  |
|               | 2013 | 2015 | 2016 | 2017 | 2018 | 2019 | 2020 | 2021 | 2022 |